# Grå newtonia
Grå newtonia (Newtonia brunneicauda) är en fågel i familjen vangor inom ordningen tättingar.

## Utseende och läte
Grå newtonia är en energisk liten brunfärgad vanga. Ögat är vitt och centralt på bröstet syns vanligen en orangefärgad fläck. Den liknar spikskogsnewtonian, men saknar denna arts roströda runt ögat. Sången består av en explosiv serie med tvåstaviga toner: "chi-pi, chi-pu, chi-pu...".

## Utbredning och systematik
Grå newtonia delas in i två underarter:
- N. b. brunneicauda – förekommer i skogsområden på Madagaskar
- N. b. monticola – förekommer på centrala Madagaskar vid berget Ankaratra

## Levnadssätt
Grå newtonia hittas i alla typer av skogsområden. Där är den konstant i rörelse genom vegetationen på medelhög höjd. Den ses vanligen i par och slår ofta följe med flockar innehållande vangor och andra medelstora fåglar.

## Status
Arten har ett stort utbredningsområde och internationella naturvårdsunionen IUCN kategoriserar arten som livskraftig. Beståndsutvecklingen är dock oklar.

## Namn
Släktesnamnet Newtonia hedrar Sir Edward Newton (1832-1897), brittisk kolonial administratör på Mauritius samt naturforskare och samlare av specimen på Madagaskar 1861-1862 och i Seychellerna 1866.